# Éditions du Seuil
Éditions du Seuil és una editorial francesa ubicada a París i fundada el 1935. Des del 2017 pertany al grup Média participations.
Publica sobretot llibres de filosofia i ciències humanes i és famosa per haver editat l'obra completa d'alguns intel·lectuals rellevants com Jacques Lacan, Roland Barthes, Philippe Sollers (fins al 1983, quan va passar a Éditions Gallimard), Edgar Morin, Maurice Genevoix i Pierre Bourdieu entre d'altres, a més de la sèrie de novel·les sobre Don Camilo de Giovannino Guareschi i el Llibre roig de Mao Zedong. Aquestes edicions, que van assolir unes xifres de vendes importants, li van permetre finançar obres d'abast més minoritari.